# Diktatoren (film fra 2012)
 For alternative betydninger, se The Dictator. (Se også artikler, som begynder med The Dictator)
|  | For Charlie Chaplins film af samme navn, se Diktatoren |
Diktatoren (en: The Dictator) er en amerikansk comedy-film fra 2012. Komikeren Sacha Baron Cohen spiller den ledende rolle som diktator admiral general Aladeen, der er "den heroiske nordafrikanske diktator, der risikerede sit liv for at sikre, at demokrati aldrig ville komme til det land (Wadiya), han så kærligt undertrykte", ifølge distributøren Paramount Pictures.
Manuskriptet er inspireret af romanen Zabibah og kongen (2000), skrevet af Iraks tidligere diktator Saddam Hussein.

## Eksterne Henvisninger
- Diktatoren på Internet Movie Database (engelsk)
- Diktatoren på Filmdatabasen
- Diktatoren på Scope
- Diktatoren i Svensk Filmdatabas (svensk)
- Diktatoren på AlloCiné (fransk)
- Diktatoren på MovieMeter (nederlandsk)
- Diktatoren på AllMovie (engelsk)
- Diktatoren hos American Film Institute (engelsk)
- Diktatoren hos British Film Institute (engelsk)
- Diktatorens profil hos Encyclopædia Britannica Online (engelsk)